# Balimbing (Halongonan)
Balimbing is een bestuurslaag in het regentschap Padang Lawas Utara van de provincie Noord-Sumatra, Indonesië. Balimbing telt 475 inwoners (volkstelling 2010).